# Michele Baldi
Michele Baldi (Bentivoglio, 25 aprile 1972) è un allenatore di calcio ed ex calciatore italiano, di ruolo centrocampista.

## Carriera

### Giocatore
Cresce nel San Lazzaro con cui a 18 anni gioca un anno nel campionato Interregionale.
Nel 1991 viene notato dal Perugia che lo fa giocare per due stagioni in Serie C1, prima di cederlo al Potenza, dove resta per un anno nella stessa categoria.
Nel 1994 si trasferisce al Pescara dove milita per due stagioni in Serie B, poi gioca un altro anno in cadetteria con il Venezia, mentre nell'ottobre 1997 va in Serie C1 al Como, dove resta per una stagione ma segna il gol decisivo per la salvezza all'ultima di campionato.
Nel 1998 fa ritorno al Pescara rimanendovi per altre due stagioni di Serie B, iniziando la terza; nell'ottobre 2000 viene ceduto al Chievo Verona, dove gioca alcune partite nella squadra che conquista la prima storica promozione in Serie A.
La stagione seguente Baldi scende in Serie C1 per giocare ancora nel Pescara, che nel gennaio 2002 lo cede al Cosenza, dove disputa il suo ultimo anno e mezzo di Serie B.
In seguito passa agli emiliani del Castel San Pietro giocandovi per un anno in Serie D e poi per due in Serie C2; in seguito giocherà ancora fra i dilettanti con la Renato Curi Angolana, il Miglianico e la Feltrese.
In carriera ha totalizzato 181 presenze e 10 reti in Serie B.

### Allenatore
Inizia ad allenare nel Febbraio 2010, nel suo ultimo anno di attività, assolvendo quindi alla funzione di giocatore-allenatore nella Feltrese. Riconfermato, viene esonerato dopo quattro partite. Segue un'esperienza sulla panchina del Romano d'Ezzelino la stagione successiva. Nel novembre 2012 viene assunto come allenatore degli allievi nazionali dal Bassano Virtus. Resta a Bassano anche per le annate successive guidando la formazione Beretti. Il 19 maggio 2017 viene ufficializzato il suo ingaggio alla guida del Belluno nel campionato di Serie D conquistando un settimo posto finale. A Novembre 2020 viene ingaggiato come tecnico dello Schio, formazione vicentina, militante nel campionato di Eccellenza.